# سید خیتر
سید خیتر (عربی: سيد خيتر؛ زادهٔ ۱۹ ژانویهٔ ۱۹۸۵) بازیکن فوتبال اهل فرانسه است.
از باشگاه‌هایی که در آن بازی کرده‌است می‌توان به باشگاه فوتبال ونس، باشگاه فوتبال والنسین، باشگاه فوتبال استراسبورگ، باشگاه فوتبال آژاکسیو، باشگاه فوتبال لانس، و باشگاه فوتبال رویال آنتورپ اشاره کرد.